# Joan de Sant Saba
Joan de Sant Saba fou un escriptor romà d'Orient que va escriure una obra, que es conserva, titulada (Ἰωάννης Ὁ Βίος Βαρλαὰμ καὶ Ἰωαδάφ, Barlaami et Joasaphi Vita, o De Barlaam et Josaphat Historia, una de les primeres versions occidentals de la llegenda de Barlaam i Josafat.
L'autor diu que va derivar la seva narració de les explicacions d'uns homes piadosos de l'Etiòpia interior "quos indos vocant" (anomenats indis), i ell mateix es descriu al manuscrit com Ἰωάννης μοναχὸς ἀνὴρ τίμιος καὶ ἐνάρετος μονῆς τοῦ ἁγίου Σάβα, "Joan el Monjo, un home honorable i virtuós del monestir de Sant Saba". Si aquesta identificació podria correspondre a Joan Damascè (que fou monjo a Sant Saba) o a un Joan el Sinaita o Joan del Mont Sinaí o també a Joan Clímac, no es pot determinar i, per tant, la seva època resta desconeguda.